# オリエン・グリーン
オリエン・グリーン（Orien Randolph Greene II, 1982年2月4日 - ）はアメリカ合衆国のバスケットボール選手。フロリダ州ゲインズビル出身。NBAの3球団でプレイしている。ポジションはポイントガード。身長193cm、体重94.3kg。

## 経歴
ゲインズビル高校卒業後、地元のフロリダ大学に進学するが、3年生の時にルイジアナ大学ラファイエット校に転校する。4年生の時にはサンベルト・カンファレンスのスティール部門で1位になり、カンファレンスの最優秀守備選手に選ばれた。
2005年のNBAドラフトにおいてボストン・セルティックスから2巡目全体53位指名を受けた。ルーキーイヤーの2005-06シーズンは、2巡目指名ながら守備の良さを買われ80試合に出場した。2006年6月、トレードでポイントガードを補強したチームから解雇されると、7月にインディアナ・ペイサーズと契約した。2006-07シーズンは第3のポイントガードとして起用されるが出場時間は前年よりも減少し、2007年6月29日にカットされた。その後2007-08シーズンにはサクラメント・キングスと契約したが同年11月にカットされた。